# Mambila jezici
Mambila jezici, skup od (2) jezika iz Kameruna i Nigerije koji pripada skupini Mambila-Konja, šira skupina mambiloid, velika nigersko-kongoanska porodica. Predstavljaju je jedan jezik u Kamerunu, kamerunski mambila zvan i bang ili bea [mcu] s 30.000 govornika (1993 UBS) u provinciji Adamawa, i jedan u Nigeriji nigerijski mambila), zvan i bang ili lagubi [mzk], s 99.000 govornika (1993) u državi Taraba.
Skupinu mambila čine s podskupinama konja (2), magu-kamkam-kila (4) i njerup (1) jezik.

## Vanjske poveznice
- Ethnologue (14th)
- Ethnologue (15th)